# Громоносец (пароходофрегат)
«Громоносец» — колёсный пароходофрегат Черноморского флота России, участник Крымской войны.

## Описание пароходофрегата
Пароходофрегат был изготовлен по композитной системе с использованием диагональных связей — ридерсов. Обшивка корпуса была деревянной, подводная часть корпуса, как и на деревянных парусных кораблях, была обшита листами красной меди, во избежание обрастания. Вооружение состояло из 2-х 10-дюймовых бомбических пушек и 8-ми 24-фунтовых карронад.

## История
Пароходофрегат «Громоносец» был заказан Морским ведомством России в Англии в 1843 году.
16 (28) февраля 1853 года, для переговоров с Портой, доставил чрезвычайного посла князя А. С. Меншиков со свитой в Константинополь. По прибытии в городе его встречали все служащие русской миссии, а также большое количество представителей турецких христиан различных национальностей, которые сопровождали его до русского посольства, в котором для князя были приготовлены помещения. После этого этого пароходофрегат остался в Бююкдере и с 30 апреля (12 мая) 1853 года князь А. С. Меншиков переехал на борт корабля, откуда в пятницу 1 (13) мая, получив около 11 утра уведомление о том, что султан ждёт его, отправился на аудиенцию. НА следующий день также с борта пароходофрегата князь выезжал на встречу с Решид-пашой.
Принимал участие в Крымской войне. 23 октября 1853 года в составе отряда из четырёх пароходофрегатов под командованием вице-адмирала В. А. Корнилова выходил к румелийскому берегу на поиск флота противника. После обнаружения в Босфоре англо-французской эскадры, «Громоносец» был отправлен в Одессу.
В Синопском сражении не участвовал, прибыл на подмогу русской эскадре 19 ноября в 16 часов. После сражения взял на буксир повреждённый во время сражения линейный корабль «Ростислав» и в составе эскадры повёл его в Севастополь. За Синопским мысом эскадра встретила сильную зыбь и все пароходы эскадры вынуждены были отдать буксиры, ночью при посвежевшем ветре парусные корабли шли под парусами, однако утром  ноября (4 декабря) 22 ветер стих, «Громоносец» вновь взял «Ростислава» на буксир и в тот же день привёл его в Севастополь.
11 (23) сентября 1854 года принимал участие в затоплении на Севастопольском рейде линейного корабля «Три Святителя».

9 часов. Ветер тихий, ясно. В начале часа по приказанию контр-адмирала Вукотича пароход «Громоносец» сделал по кораблю 27 выстрелов. В 1 час дня корабль «Три Святителя» пошёл ко дну с орудиями, рангоутом, порохом и морскою провизиею— Шканечный журнала линейного корабля «Три Святителя»
Во время обороны Севастополя совместно с пароходофрегатами «Владимир», «Бессарабия», «Херсонес», «Крым» и «Одесса» входил в отряд под командованием капитан-лейтенанта Г. И. Бутакова.
30 августа 1855 года «Громоносец» был затоплен на Севастопольском рейде при оставлении города гарнизоном. После войны при расчистке Севастопольской бухты 8 марта 1860 года был поднят и сдан на слом.

## Память
- В 1905 году к 50-летию обороны Севастополя, сооружён монумент «Памятник затопленным кораблям»[11].
- Изображён на картине И. А. Владимирова «Затопление кораблей Черноморского флота на Севастопольском рейде 11 сентября 1854 года».